# ادینگتون، نیوزیلند
ادینگتون، نیو زلند (به لاتین: Addington, New Zealand) در نیوزیلند است که در ناحیه کانتربوری واقع شده‌است.

## خصوصیات
ادینگتون ۱٫۰۶۳۶ کیلومترمربع مساحت و ۳٬۰۸۷ نفر جمعیت دارد.